# ستيف كونروي (لاعب كرة قدم)
ستيف كونروي (بالإنجليزية: Steve Conroy)‏ هو حكم كرة قدم ومدرب كرة قدم ولاعب كرة قدم بريطاني، ولد في 21 ديسمبر 1966 في باثغيت في المملكة المتحدة.